# Jakub Szela
Jakub Szela (ur. 14 lub 15 lipca 1787 w Smarzowej, zm. 21 kwietnia 1860 w Lichtenbergu w Bukowinie) – polski chłop, przywódca chłopski podczas antyszlacheckich wystąpień chłopów w zachodniej Galicji, tzw. rabacji galicyjskiej.

## Życiorys

### Dzieciństwo i młodość
Jakub Szela urodził się we wsi Smarzowa w rodzinie chłopskiej. Ochrzczony został w kościele parafialnym w Siedliskach-Bogusz 15 lipca 1787 r., a, jako że nie zapisywano wówczas w księgach metrykalnych daty urodzin lecz datę chrztu, przyjmuje się, że nastąpiło to 14 lipca, w dniu jego „kalendarzowego” imiennika. Jego matką była Anna Łukaszówna (Łukasik, ur. ok. 1745, zm. 12 XII 1815), ojcem zaś Jan (16 VI 1743, zm. 3 II 1807). Dziadkiem Jakuba był najprawdopodobniej Andrzej (ur. 1713?) oraz Marianna z domu Nowiczonka (Nowicka). Według innej wersji Krzysztof Szela, bogaty kmieć w Smarzowej. Jakub miał co najmniej siedmioro rodzeństwa: Mariannę (ur. 20 sierpnia 1773), Katarzynę (ur. 13 września 1778), Kazimierza (ur. 30 marca 1781, zm. 29 października 1848), Michała (ur. 14 września 1783, zm. 3 maja 1785), Reginę (ur. 20 marca 1790, zm. 25 lutego 1796), Agatę (ur. 2 lutego 1793) oraz Barbarę (ur. 24 listopada 1795, zm. 10 marca 1796).
Jakub w „młodym wieku” miał rzekomo spalić ojcowską chałupę, co zarzucano mu w 1846 r., jednak do tej pory nie znalazło to potwierdzenia w źródłach. Podobnie nie wiadomo, czy był w wojsku. Prawdopodobnie w 1805 r. został zamustrowany do wojska, do 35 pułku piechoty. Kilka miesięcy potem w bitwie pod Ulm (8–15 października 1805) trafił do niewoli, skąd po wypuszczeniu (lub ucieczce) wrócił do domu. Tam odciął sobie siekierą palce mały i serdeczny, zaś środkowy trwale uszkodził, wszystkie w lewej dłoni. Okaleczenie to uwolniło go od służby wojskowej. Ojciec Jakuba, który zmarł w 1807 r., najprawdopodobniej wydziedziczył go (być może po spaleniu domu), przekazując schedę jego żyjącemu bratu Kazimierzowi, który dzięki temu stał się najbogatszym chłopem (kmieciem) we wsi, dysponując ponad 32 morgami ziemi (ponad 18 ha).
6 listopada 1809 r. Szela wziął ślub z Rozalią Chodór (ur. 27 sierpnia 1792), wychowanką dworską. Od dziedzica Stanisława Bogusza otrzymała ona w wianie nieco ponad 8 mórg (ok. 4,5 ha). Po jej śmierci 21 grudnia 1818 r. gospodarka pozostała w rękach Jakuba. Ze związku tego urodziło się sześcioro dzieci: bliźniaki Anna i Jan ur. 21 lipca 1811, przy czym chłopiec zmarł 26 lipca 1811; następnie znów Jan (ur. 26 grudnia 1812, zm. 23 września 1813), Katarzyna (ur. 11 kwietnia 1814, zm. 18 kwietnia 1815), Katarzyna (ur. 3 listopada 1815) oraz Stanisław (1 maja 1817, zm. 2 października 1853). Z pewnością dorosłości dożyli Katarzyna i Stanisław. Bardzo szybko, bo już 24 stycznia 1819 r. Jakub ożenił się ponownie, z Agnieszką Prewendoską, ale nie miał z nią dzieci. Agnieszka zmarła 14 stycznia 1830 r., a 9 lutego 1831 r. Jakub wziął kolejny ślub, z Salomeą Niewiarowską (ur. 1814, zm. 3 sierpnia 1861). We wsi krążyła plotka zarzucająca Szeli zamordowanie Agnieszki. Z Salomeą miał Jakub jedno dziecko, syna Józefa (ur. 24 lutego 1831, zm. 15 lutego 1890).
Mimo że Jakub Szela nie umiał czytać ani pisać, w imieniu gminy Smarzowa, jako jej reprezentant (deputowany, plenipotent), wraz ze Stanisławem (zwanym Wojciechem) Białasem prowadził spór z rodziną dziedziców – Boguszami. Język niemiecki Szela znał w niewielkim stopniu, korzystając z usług tzw. pokątnych adwokatów i pisarzy (Winkeladvokat, Winkelschreiber). Jako reprezentant chłopów Szela bywał upokarzany, więziony i bity. Po uwięzieniu w kajdanach w końcu grudnia 1832 r. został zaprowadzony na nabożeństwo do kościoła. Stanie na mrozie przed świątynią zakończyło się groźnymi odmrożeniami. To spowodowało, że zaczął myśleć o zemście. Jakub Szela, stawiając opór dziedzicowi, z jednej strony jako deputowany wsi Smarzowy podtrzymywał w jej imieniu tradycję sporu wsi z dziedzicami o niwę Kopaliny, datowanego co najmniej od 1781 roku, przy czym rozgałęziony w Smarzowej i okolicy ród Szelów jako taki był stratny na podziale Kopalin przed laty. Ziarno niezgody zasiane było więc już w poprzednim pokoleniu, problem nierozwiązany jednakże narastał, aby w lutym 1846 roku znaleźć krwawy finał.

### Tabela przodków Jakuba Szeli
|  |                                           |  |  |  |  |  | Andrzej Szela |  |  |  |
|  |                                           |  |  |  |  |  |               |  |  |  |
|  |                                           |  |  |  |  |  |               |  |  |  |
|  |                                           |  |  |  |  |  |               |  |  |  |
|  | Jan Szela (1743–1807)                     |  |  |  |  |  |               |  |  |  |
|  |                                           |  |  |  |  |  |               |  |  |  |
|  |                                           |  |  |  |  |  |               |  |  |  |
|  |                                           |  |  |  |  |  |               |  |  |  |
|  | Marianna Nowicka (Nowiczonka)             |  |  |  |  |  |               |  |  |  |
|  |                                           |  |  |  |  |  |               |  |  |  |
|  |                                           |  |  |  |  |  |               |  |  |  |
|  |                                           |  |  |  |  |  |               |  |  |  |
|  | Jakub Szela (1787–1860)                   |  |  |  |  |  |               |  |  |  |
|  |                                           |  |  |  |  |  |               |  |  |  |
|  |                                           |  |  |  |  |  |               |  |  |  |
|  |                                           |  |  |  |  |  |               |  |  |  |
|  |                                           |  |  |  |  |  |               |  |  |  |
|  |                                           |  |  |  |  |  |               |  |  |  |
|  |                                           |  |  |  |  |  |               |  |  |  |
|  |                                           |  |  |  |  |  |               |  |  |  |
|  | Anna Łukasik (Łukaszówna) (ok. 1745–1815) |  |  |  |  |  |               |  |  |  |
|  |                                           |  |  |  |  |  |               |  |  |  |
|  |                                           |  |  |  |  |  |               |  |  |  |

### Rodzina Jakuba Szeli
- Rozalia Chodór pierwsza żona
córka Anna Szela,
syn Jan Szela,
syn Jan Szela,
córka Katarzyna Szela,
córka Katarzyna Szela,
syn Stanisław Szela.
- Agnieszka Prewendoska druga żona (małżeństwo bezdzietne).
- Salomea Niewiarowska trzecia żona

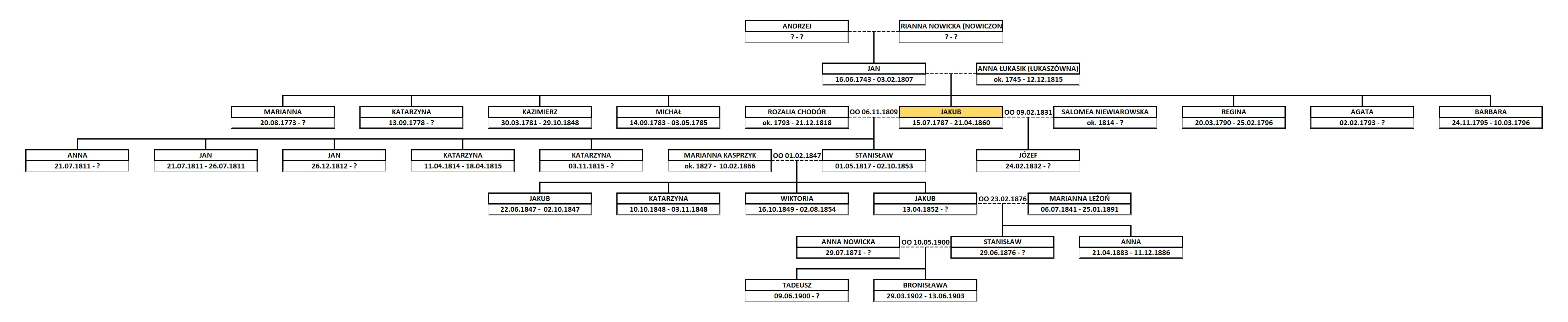
Drzewo genealogiczne Jakuba Szeli

syn Józef Szela.

### Powstanie chłopskie

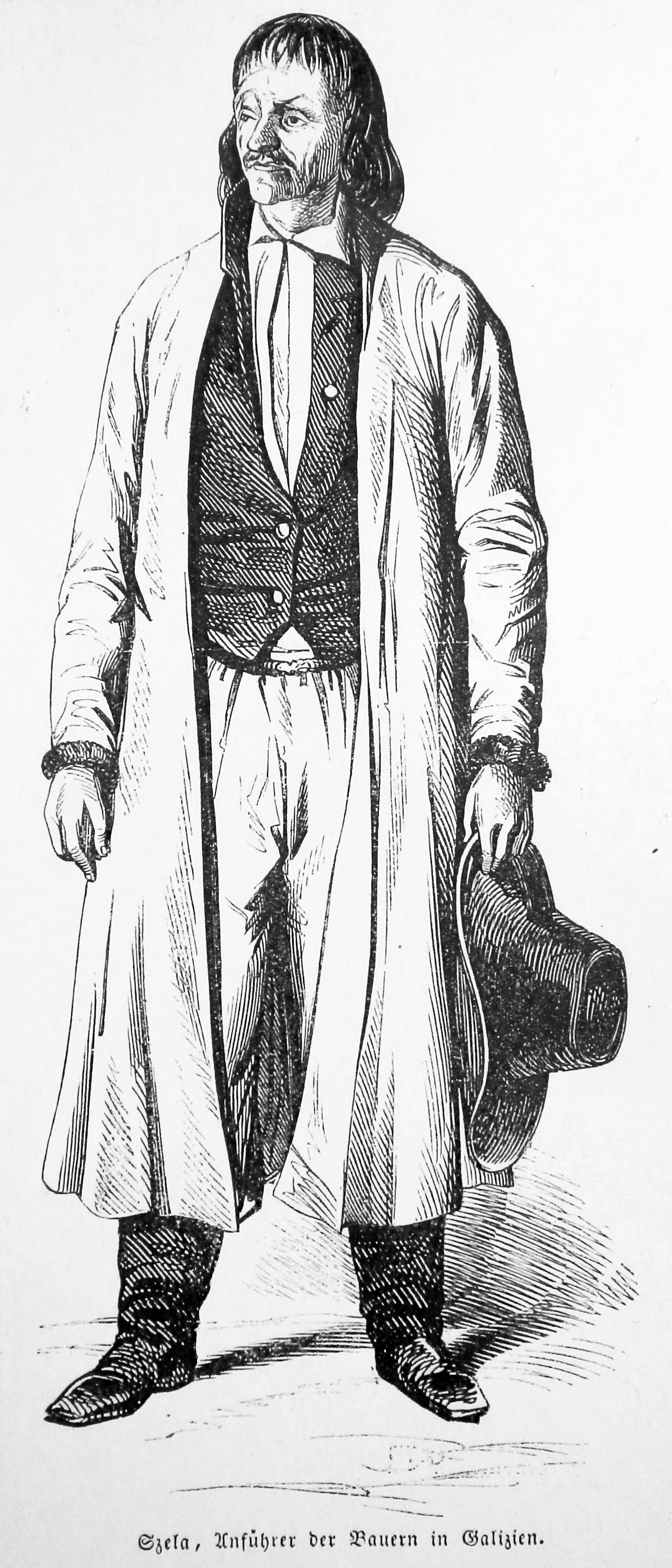
Jakub Szela. Drzeworyt być może sporządzony przez Henryka Dmochowskiego i zamieszczony w Illustrirte Chronik, 1848 r. Jest to wyobrażenie imaginacyjne (czyli nieodpowiadające rzeczywistości), które funkcjonowało przez 175 lat.

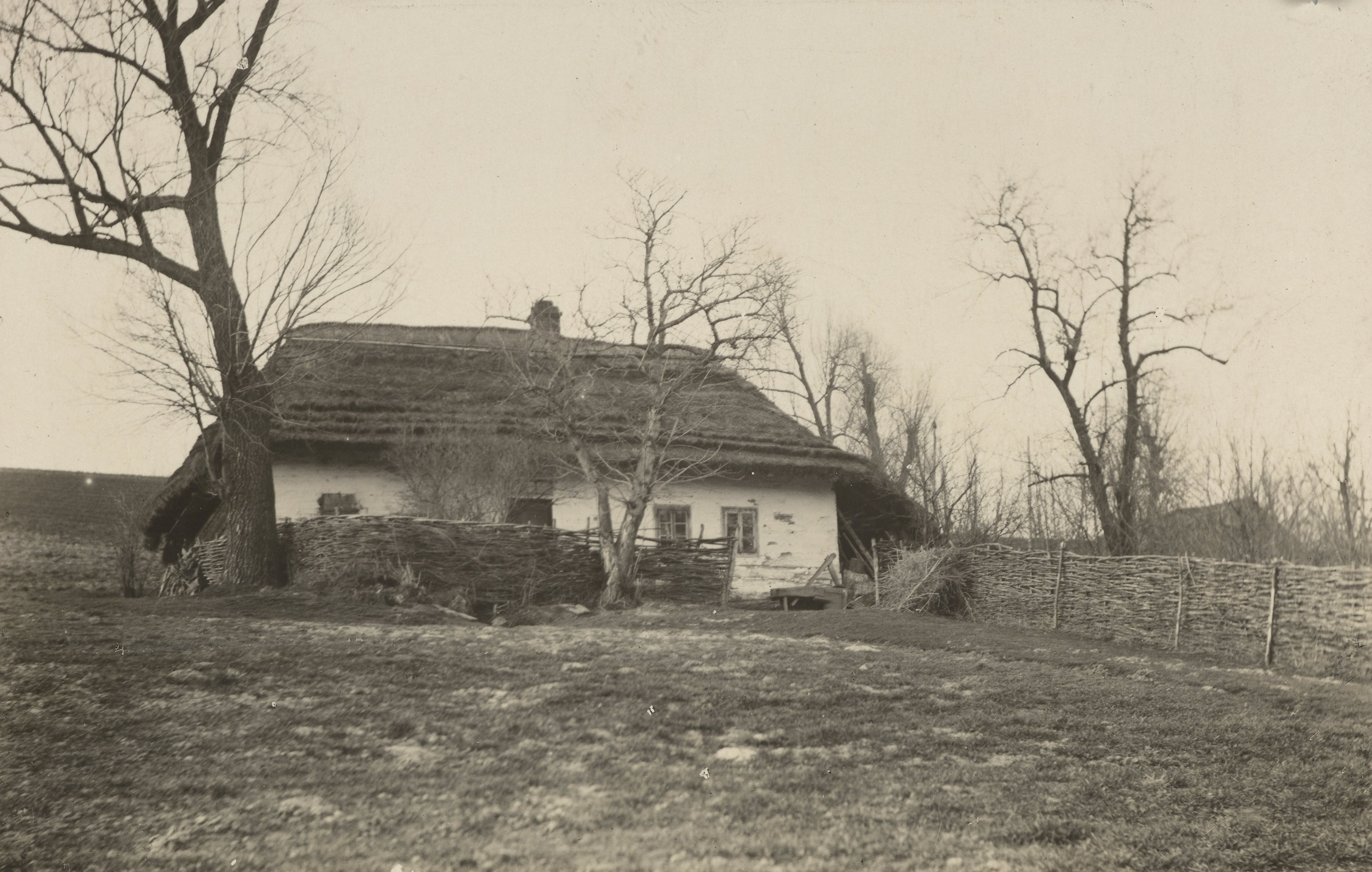
Chałupa Szelów w Smarżowej

Do 61. roku życia średniozamożny chłop pańszczyźniany we wsi Smarzowa, cyrkuł tarnowski, w monarchii habsburskiej, pod zaborem austriackim, a od 1848 do końca życia zamożny kmieć w Lichtenbergu, Szela z pewnością od roku 1845 współpracował – wraz ze starszyzną z innych gmin z cyrkułu tarnowskiego – ze starostą tarnowskim, Josefem Breinlem von Wallersternem Chłopom zależało przede wszystkim na zniesieniu pańszczyzny, a staroście z kolei na pozyskaniu włościan do wystąpienia przeciwko ich panom-Polakom (szlachcie), zadeklarowanym wrogom Austrii, w roku 1846 utożsamianym przez większość chłopów jako ich osobistych wrogów.
W 1846 Szela przewodził w okolicach Jasła buntowi chłopskiemu przeciwko właścicielom rodzinnej wsi Smarzowej – Boguszom. Rychło zapanował nad większym terytorium, obejmując swoim zasięgiem ponad 100 wsi. Agresja chłopów skierowana była przeciwko panom, właścicielom majątków ziemskich, i związanym z nimi urzędnikom (zwanych m.in. „ciarachami”, „surdutowymi” czy pogardliwie „panami-Polakami”), a sporadycznie też przeciw księżom. Ich furia uderzyła we wszystkich niebędących chłopami – oszczędzili jedynie urzędników cesarskich, Żydów i Niemców. Krwawe wystąpienia chłopów trwały dwa dni, ale do sporadycznych ekscesów dochodziło jeszcze przez wiele tygodni. Wieś zachodniogalicyjska – pomimo pacyfikacji przez cesarskie wojsko – uspokoiła się dopiero w 1848 r. Wystąpienia chłopskie spowodowały wzburzenie także wśród chłopów na przyległych terenach, zarówno w kongresowym Królestwie Polskim, jak na Orawie, a echa rabacji były wyczuwalne nawet setki kilometrów od Smarzowej. Z tego powodu car Rosji Mikołaj I – pomimo że sytuacja nie była tak napięta jak w Galicji – wydał ukaz zakazujący usuwania chłopów pańszczyźnianych z gospodarstw większych niż trzymorgowe (ok. 1,5 ha).
W rezultacie wystąpień Szela zyskał autorytet wśród chłopów z Tarnowskiego, Jasielskiego i Sanockiego, którzy tytułowali go swoim „królem” lub „generałem”. Na kontrolowanym przez siebie terenie utworzył prowizoryczny aparat władzy. Uruchomił z pomocą pisarzy Bogdana Wiśniowskiego z Brzostka i Nikodema Kruczkiewicza z Siedlisk własną kancelarię, w której wydawał zarządzenia w sprawach gospodarczych (m.in. asygnaty na drewno z dworskich lasów), przepustki na przejazd przez rozstawione warty i prawdopodobnie pisemne rozkazy w sprawie nieodrabiania pańszczyzny. Utrzymywał łączność z poszczególnymi rejonami i przyjmował delegatów przybywających po rady aż z Kolbuszowej i z cyrkułu przemyskiego. Dysponując siłą do 200 konnych i do 500 pieszych, założył obóz wojskowy na tzw. Szelowym polu.
21/22 marca 1846 Szela stawił się na rozmowę z wiceprezydentem gubernium lwowskiego Leopoldem Lažanskim w Tarnowie i zgodził się na powrót chłopów do uprawy pól na kontrolowanym przez siebie terenie do czasu rozstrzygnięcia sporu o pańszczyznę przez cesarza, przyjmując od Lažanskiego 20 florenów. 25 marca 1846 zgodnie z listem Marii Bogusz Szela przystąpił do odrabiania pańszczyzny w Smarzowej, jednak według raportu podporucznika Bauera wyraził zgodę jedynie na zaoranie pańskich gruntów w tamtejszym folwarku bez zapłaty, a starości i komisarze pacyfikacyjni donosili o oporze chłopów z pozostałych terenów powołujących się na rozkazy Szeli. 1 kwietnia 1846 Szela złożył do gubernium lwowskiego podanie o ograniczenie wymiaru pańszczyzny do jednego dnia z morgi gruntu rocznie i zamiany reszty na czynsz. Memoriał, który nie został nigdy rozpatrzony przez władze, nosił podpisy wójta i deputata z 33 wsi cyrkułu jasielskiego i 17 wsi cyrkułu tarnowskiego. Zgodnie ze wspomnieniami Breinla Szela dopilnował, by postulaty były umiarkowane. Mimo to 4 kwietnia o zarządzenia przeciwko propagowaniu przez Szelę zmniejszenia wymiaru dni roboczych zwrócił się do gubernatora Galicji arcyksięcia Ferdynanda biskup tarnowski Józef Grzegorz Wojtarowicz, a 5 kwietnia aresztowania Szeli zażądał od gubernium nowo mianowany starosta jasielski Franz Reiss, który stwierdzał po stłumieniu powstania szlacheckiego przez chłopów szerzenie się między nimi komunizmu. Breinl odmówił jednak aresztowania Szeli z rozkazu arcyksięcia Ferdynanda. Według listu Breinla do prezydenta gubernium lwowskiego Franza Kriega von Hochfelden z 20 kwietnia Szeli podlegało w ostatnim okresie jego rządów do stu gmin.
13 kwietnia 1846 Szela na czele kilkuset zbrojnych chłopów wyruszył do Brzostka, gdzie wojsko austriackie dokonało pacyfikacji zgodnie z wydanym w tym dniu patentem cesarza Ferdynanda I, ale nie interweniował. Został następnie przesłuchany w Tarnowie przez Breinla i wyraził zgodę na plan internowania go pod opieką starosty w tamtejszych koszarach policji, gdzie stawił się ponownie 19 kwietnia. Według czynników austriackich miało to na celu odebranie zbuntowanym chłopom wpływowego przywódcy i zarazem objęcie go ochroną przed tymi, którzy uznali go za zdrajcę. Warunki pobytu Szeli w Tarnowie, gdzie mógł opuszczać koszary pod nadzorem, wywołały oburzenie szlachty. Kazimierz Ostaszewski-Barański po pięćdziesięciu latach od rabacji powtarzał krążące wówczas plotki, że Lažanský spacerował z Szelą po ulicach miasta, a biskupa Wojtarowicza zmuszono do zaproszenia Szeli na obiad (fakt zaproszenia zakwestionował jako pierwszy Stefan Kieniewicz). Biskup Wojtarowicz, pomimo że był chłopskiego pochodzenia, nie był przychylny mordercom swoich panów.

### Przesiedlenie na Bukowinę
Z Tarnowa przesiedlono Szelę 6 lutego 1848 do dóbr pokościelnych Sołka na Bukowinie, gdzie w nagrodę za postawę otrzymał od rządu austriackiego 30-morgowe gospodarstwo na skraju Lichtenbergu koło Glitu, plus 2 morgi do dyspozycji w centrum Glitu, z czego nie skorzystał. Ponadto otrzymał materiały budowlane na budowę nowego domu. Szela dysponował na Bukowinie ok. 17 ha ziemi, przy czym jego najstarszy syn Stanisław został na gospodarce w Smarzowej. Nowy gubernator Franz von Stadion uzyskał pierwotnie zgodę Szeli na przesiedlenie w okolice Cieszyna, na polskojęzyczny (wschodni) obszar gubernium morawsko-śląskiego, w którego zachodniej części (Śląsk Opawski) wiosną 1847 również stłumiony został bunt chłopski, jednak rządzący księstwem cieszyńskim arcyksiążę Albrecht Fryderyk Habsburg nie znalazł dla Szeli nadziału.
Przybycie Szeli na Bukowinę wzbudziło lęk właścicieli ziemskich i 22 marca 1848 r. wystosowali petycję do Georga Ißetscheskula, starosty (Kreishauptmann) czerniowieckiego:
„Niżej podpisani uniżeni bukowińscy właściciele ziemscy czują się w obowiązku wyrazić Waszej Dostojności wielkie zaniepokojenie w związku z osiedleniem Jacoba Scheli na Bukowinie; człowieka cieszącego się przerażającą sławą, według powszechnego mniemania skazanego na banicję; objawiającego się w oczach naszego nieuczonego ludu nie inaczej niż zwycięski wódz, kogoś w rodzaju króla chłopskiego; człowieka, któremu poprzez tragiczne wydarzenia w Galicji powiększone przez potęgującą wszystko famę, fantazja naszych chłopów przypisuje bajeczną wprost moc, której według nich nie omieszka użyć na ich korzyść, moc, która zdoła uwolnić ich ze wszystkich zobowiązań poddańczych wobec panów i rządu, gwałtownie zrzucić narzucony porządek. Może to osobliwe zażalenie odnajdzie Pan jako mylne, może nie znajdzie się ku niemu żadnych podstaw: ale potwierdzi Pan, wiadośmości te są powszechnie rozpowszechnione, zakorzeniły się w głowach naszych chłopów, a odkąd Schela osiedlił się są niezwykle faworyzowane, zupełnie nie słabną. A jeśli pomyśli się z jakim uporem, z jakim fanatyzmem tutejsi chłopi przywiązują się do raz podjętej idei, która zaraz staje się ich ulubioną, ogrom zagrożenia zmierzyć można będzie dopiero po próbie wejrzenia w duszę tego człowieka, a wtedy okazać się może, że realizacja ich oczekiwań i nadziei nie była płonna. [...]. Bukowińscy właściciele ziemscy nie potrafią znaleźć uzasadnienia przesiedlenia Scheli. Kraj traktuje to jako publiczny policzek. Widok na przyszłość rysuje się posępnie, z uzasadnioną obawą, że bezpieczeństwo naszych osób i mienia zależy tylko od przypadku, samowoli jednego chłopa, sobiepaństwa człowieka, który jeśli tylko zechce wobec nich użyć swojego niesłychanego wpływu, wykorzysta moc, którą posiadł nad naszym fanatycznym ludem, w mgnieniu oka będzie mógł wzniecić powstanie, które zanim wojsko zdąży je ogarnąć, przeciwstawić się i zdusić, powtórzyć się mogą tragiczne galicyjskie sceny powodując nieobliczalną katastrofę, gdzie na pastwę wydana zostanie wszelka własność i życie ludzkie, czemu nie zapobieży żadna siła na ziemi – kraj nawiedzi mord, ogień i grabież [...]. [Dlatego proszą o] wyświadczenie przysługi, odsunięcie potencjalnego zagrożenia, i odesłanie Scheli do innej części monarchii, gdzie w danej chwili stanowiłby mniejsze zagrożenie niż tutaj wśród pobratymców reprezentujących ten sam poziom kultury, wśród ludu, który mu fanatycznie sprzyja”
Nie została wysłuchana prośba właścicieli ziemskich. Szela więc nie miał łatwego życia po przeprowadzeniu się na Bukowinę. Do końca życia walczył „o swoje”, a tym razem jego przeciwnikiem był zarząd dóbr kameralnych (należących do państwa), gdzie otrzymał od rządu austriackiego ziemię. Szela do końca życia był przekonany, że będzie zwolniony ze wszystkich podatków, zarówno on jak jego potomstwo, co jednak jeszcze na etapie przyznawania mu ziemi w Wiedniu w 1847 i na początku 1848 r. zostało wykluczone przez najwyższych urzędników w państwie, o czym go jednak nie powiadomiono. Skarżył się na to kilkukrotnie do Wiednia, zaraz po przybyciu do Lichtenbergu przy odbiorze ziemi, gdzie protokół o przejęciu ziemi podpisał wbrew niekorzystnym zapisom, ale ziemię zatrzymał. Do sprawy wrócił w latach 1857 i 1859. Raimund F. Kaindl na początku XX w. wyszukał akta potwierdzające, że Szela takie zwolnienie pod sam koniec życia jednak otrzymał, tyle że obejmujące wyłącznie jego osobę.
Jako że rząd był daleko, a zarząd kameralny blisko, przez pierwsze lata dochodziło do nieustannych tarć. Wrogo odnosili się do Szeli leśnicy, utrudniając mu zakup drewna opałowego na miejscu, ponadto sołtys (wójt) odebrał mu strzelbę, o którą upominał się w Wiedniu, nie wspominając o krowach i wołach, jakie Szela popasał na przylegającym terenie, za co był też bity przez lokalne władze, zarówno półoficjalnie, jak oficjalnie. Z czasem jednak wszystko zaczęło przycichać, a asymilacja rodziny Szeli na Bukowinie – zwłaszcza dzięki licznemu potomstwu syna Jakuba, Józefa – stała się faktem. Pierwszą wnuczką, z co najmniej dziewięciorga potomstwa Józefa, była Paulina (1854–1930), a pierwszy wnuk Jakuba Szeli na Bukowinie urodzony po niej (1856–1928), otrzymał imię swojego dziadka. Jakub nigdy nie wrócił do rodzinnej miejscowości. Plotka głosiła, że odwiedził go w Lichtenbergu najstarszy syn Stanisław, choć nie ma na to poparcia źródłowego.
Przez wiele lat krążyły pogłoski, że Szela został zabity przez grupę szlachciców, którzy poprzysięgli mu zemstę. Z pewnością był kilka razy bardzo mocno pobity zarówno przez znanych (zarząd i wójt), jak nieznanych sprawców.
Jakub Szela zmarł w Lichtenbergu 21 kwietnia 1860 r. Do dzisiaj nieznane jest miejsce jego pochówku. Niewykluczone, że Szela w ogóle nie ma grobu, gdyż jemu współcześni wiedzieli, że ma krew na rękach i pogrzebano go jako złoczyńcę na niepoświęconej ziemi.

## Opinie
Jakub Szela jest postacią kontrowersyjną. Wiążą się z nim różne opinie, których źródła sięgają roku 1846. Dwie najbardziej znane opinie (legendy) są skrajne: pejoratywna – „czarna” (szlachecka), a także gloryfikująca Szelę – „biała” (chłopska).
Zdaniem historyka Briana Portera-Szűcsa, Jakub Szela nie wszedł do panteonu polskich bohaterów narodowych nie dlatego, że ma krew na rękach, gdyż krew na rękach ma ich wielu, lecz dlatego, iż zakwestionował swoją pozycję społeczną w sposób, którego nie da się włączyć w główny nurt opowieści narodowej.

### Szlachecka
Poprzez skrajnie negatywną propagandę szlachecką, wypływającą głównie z publikacji w prasie francuskiej i angielskiej oraz w drukach ulotnych, Szela zyskał sławę europejską, już za życia stając się symbolem krwawych wydarzeń, a z biegiem lat synonimem „krwawego roku” 1846. W tradycji ziemiaństwa polskiego, według „czarnej legendy”, Szela zapisał się jako zdrajca narodu, obarczany na równi z Austriakami winą za klęskę powstania w 1846 roku, choć podobnie jak większość chłopów zachodniogalicyjskich (małopolskich) w tamtym czasie nie utożsamiał się z polskością.
Władysław Ludwik Anczyc przedstawił Jakuba Szelę jako zbrodniarza oraz wroga Polaków . Podczas ataków na dwory szlacheckie Szela wraz z innymi chłopami rozpruł brzuch 14-letniemu Włodzimierzowi Boguszowi, a 87-letnią głowę rodu Boguszów, Stanisława, zatłukli cepami na schodach pobliskiego kościoła   .
Antoni Tessarczyk wydał bardzo szczegółowy opis rabacji, liczący prawie 150 stron, sporządzony na podstawie osobiście zebranych relacji. Przypisuje Szeli cechy chytrości i chciwości, ponieważ Szela obciął sobie dwa palce, aby nie pójść do wojska . Tę samą opinię podaje Stefan Dembiński. Tessarczyk dodaje również, że całe jego życie było wyrachowane, czego dowiódł w czasach rabacji galicyjskiej .
Ludwik Stasiak, opisał Jakuba Szelę jako uosobienie zgnilizny moralnej, degenerata i potwora. Oskarżył go również o szpiegostwo na rzecz Austrii.
Szela był obwiniany przez opinię powszechną o zabójstwo Żyda, Maślanki, który handlował w okolicznych wsiach skórami i innymi dobrami. Śledztwo w tej sprawie rozpoczął krewny Maślanki, Szucher, który zmarł niedługo potem. Nikt więcej nie starał się o odkrycie prawdy dotyczącej zabójstwa.
Po stronie szlacheckiej powstały liczne utwory literackie, które wobec ówcześnie utrwalonego w literaturze polskiej obrazu Jakuba Szeli, przedstawiały go jako naiwnego chłopa-buntownika, który przeistoczył się w zbrodniarza, jednocześnie będąc ofiarą prowokacji politycznej.
W cieniu „czarnej legendy” Szela zaistniał istotnie w dziejach narodu polskiego, zwłaszcza jako postać Upiora w Weselu Stanisława Wyspiańskiego.

### Chłopska
Wśród chłopów z kolei już od 1846 r. budowana była „biała legenda” o „Szeli – królu chłopskim”, który przeciwstawił się swoim ciemięzcom, Polakom (w tym rodzinie Boguszów).
W okresie stalinizmu polscy komuniści próbowali stworzyć „czerwoną legendę” Szeli i postawić mu pomnik w Tarnowie. Planowali również zmienić nazwę miejscowości Siedliska-Bogusz na Siedliska-Szela. Pomysł miał zostać zarzucony ze względu na „kułacki” status Szeli jako bogatego chłopa.
Istnieje też „legenda austriacka”, bardzo rozpowszechniona w krajach niemieckojęzycznych, bazująca na opowiadaniu austriackiej pisarki Marie von Ebner-Eschenbach z 1883 roku, pt. Jakob Szela (oraz na drugim opowiadaniu Kreisphysicus o Edwardzie Dembowskim). Szela ukazany jest przez Ebner-Eschenbach, jako posłuszny i wierny poddany cesarza.
W tradycji ludowej ziemi tarnowskiej przeważa wspomniana wcześniej „biała legenda”. Jakub Szela zapisał się tu jako bohater walki ze szlachtą, co znalazło odbicie w wielu piosenkach ludowych, m.in.:

Oj, niedługo się skończy nasze mordowanie,

Jak Jakubek z chłopami zrobi szlachcie pranie.

Kuba Szela twarda sztuka, za swe krzywdy pomsty szuka.

Pierwszy panom się zbuntował i dużo ich wymordował.

Bo mu nadto dokuczyli i ciężko nieraz skrzywdzili...

## Upamiętnienie
Od 1945 Jakub Szela był patronem jednego z placów we Wrocławiu (w trójkącie wyznaczonym ulicami: Zaporoską, Skwierzyńską i Lubuską, do 1945 plac ten nosił nazwę Hohenzollernplatz). W marcu 2014 r. wrocławscy radni miejscy usunęli jego imię z placu, do czego przyczynił się tekst w krakowskim „Dzienniku Polskim”.
Szela jest również bohaterem dramatu Turoń, autorstwa Stefana Żeromskiego oraz poematu Słowo o Jakubie Szeli, autorstwa Brunona Jasieńskiego. Na deskach teatrów w postać Szeli wcielał się Stefan Jaracz, Ignacy Machowski, Emil Karewicz, Krzysztof Dracz czy Jerzy Głybin.
Od 2011 roku wystawiano sztukę W imię Jakuba S. Pawła Demirskiego, w 2025 zaadaptowany przez autora do Teatru Telewizji. Podejście do Jakuba Szeli w kulturze polskiej w ostatnich latach ewoluuje w kierunku „człowieka, który jest przeciw”, przy czym dla twórców kultury przestaje być istotne, kim był „prawdziwy” Szela, a najważniejszym przesłaniem jest, że Szela utożsamia bunt przeciw niesprawiedliwości (najczęściej społecznej), jaka się dzieje wokół nas, a która może się krwawo skończyć.
W 2019 roku została wydana powieść Radka Raka Baśń o wężowym sercu albo wtóre słowo o Jakóbie Szeli przedstawiająca życiorys Jakuba Szeli i rabację galicyjską.